# Atletismo nos Jogos Olímpicos de Verão de 2024 - 800 m feminino

Vídeo Oficial

A competição dos 800 metros feminino do atletismo nos Jogos Olímpicos de Verão de 2024 ocorreu entre 2 e 5 de agosto de 2024 no Stade de France, em Paris.
A medalha de ouro ficou com a atleta britânica Keely Hodgkinson (1min56s72). A prata ficou com a etíope Tsige Duguma (1min57s15). A queniana Mary Moraa cruzou na terceira posição, garantindo a medalha de bronze (1min57s42).

## Resumo
Athing Mu, a última campeão olímpica e campeã mundial de 2022, sofreu uma queda durante as seletivas americanas e não conseguiu uma vaga para os Jogos Olímpicos de 2024. O melhor tempo da temporada era de Keely Hodgkinson, medalhista de prata em Tóquio e bicampeã europeia, que figurava entre as favoritas. Outro nome forte era da campeã mundial de 2023, Mary Moraa.
As baterias da primeira rodada foram vencidas por Jemma Reekie, Daily Cooper Gaspar, Worknesh Mesele, Keely Hodgkinson, Tsige Duguma e Natoya Goule-Toppin. Já na repescagem, as baterias foram vencidas por Abbey Caldwell, Anaïs Bourgoin e Rose Mary Almanza, com Valentina Rosamilia também se classificando para as semifinais por ter o melhor tempo entre as demais.
A primeira semifinal terminou com a vitória de Mary Moraa, sendo classificada para a final com Worknesh Mesele, que chegou em segundo lugar, estabelecendo seu melhor tempo pessoal. Já na segunda semifinal, quatro atletas avançaram de fase: Tsige Duguma, Shafiqua Maloney, Juliette Whittaker e Rénelle Lamote. Tsige Duguma, que foi a vencedora da bateria, bateu seu recorde pessoal, assim como a terceira colocada Juliette Whittaker. Shafiqua Maloney, a segunda colocada, fez seu melhor tempo da carreira e quebrou o recorde nacional. Por fim, a terceira bateria terminou com a vitória de Keely Hodgkinson, com Prudence Sekgodiso na segunda posição.
A final começou com Tsige Duguma assumindo a primeira posição logo nos metros iniciais. Keely Hodgkinson passou pelos primeiros 300 metros já na liderança, com Mary Moraa assumindo o segundo lugar na metade da prova. Enquanto isso, Tsige Duguma mantinha o terceiro lugar, acompanhada de perto de Prudence Sekgodiso. Na reta final, Hodgkinso ampliou sua vantagem e cruzou a prova em primeiro lugar, levando a medalha de ouro com um tempo de 1min56s72. Duguma ultrapassou Moraa e levou a medalha de prata, estabelecendo sua melhor marca pessoal com o tempo de 1min57s15. O bronze ficou com Mary Moraa, com a marca de 1min57s42. Shafiqua Maloney tentou alcançar Moraa, mas não conseguiu, ficando em quarto lugar com o tempo de 1min57s66. Prudence Sekgodiso perdeu o ritmo e foi ultrapasssada por todas as outras atletas, chegando em último (1min58s79). O quinto lugar ficou com Rénelle Lamote (1min58s19), seguida de perto por Worknesh Mesele (1min58s28). A sétima posição ficou com Juliette Whittaker (1min58s50).
Tsige Duguma foi a primeira queniana a ganhar uma medalha nesta prova. Essa foi a terceira vez que uma britânica ganhou uma medalha de ouro nos 800 m feminino, que já havia ganhado com Ann Packer (1964) e Kelly Holmes (2004).

## Histórico
Os 800 metros feminino estão presentes no programa de atletismo olímpico desde a edição de 1928.
| Tipo                | Atleta                      | Tempo   | Local                      | Data                |
| ------------------- | --------------------------- | ------- | -------------------------- | ------------------- |
| Recorde mundial     | Jarmila Kratochvilova (TCH) | 1:53.28 | Munique, Alemanha Oriental | 26 de julho de 1983 |
| Recorde olímpico    | Nadezdha Olizarenko (URS)   | 1:53.43 | Moscou, União Soviética    | 27 de julho de 1980 |
| Melhor marca do ano | Keely Hodgkinson (GBR)      | 1:54.61 | Londres, Reino Unido       | 20 de julho de 2024 |

| Área                               | Atleta                      | Tempo   |
| ---------------------------------- | --------------------------- | ------- |
| África                             | Pamela Jelimo (KEN)         | 1:54.01 |
| Ásia                               | Dong Liu (CHN)              | 1:55.54 |
| Europa                             | Jarmila Kratochvilova (TCH) | 1:53.28 |
| América do Norte, Central e Caribe | Ana Fidelia Quirot (CUB)    | 1:54:44 |
| Oceania                            | Catriona Bisset (AUS)       | 1:57.78 |
| América do Sul                     | Letitia Vriesde (SUR)       | 1:56.68 |

## Qualificação
Para o evento feminino dos 800 metros, o período de qualificação foi entre os dias 1 de julho de 2023 e 30 de junho de 2024. Até 48 atletas poderiam se classificar para essa prova, com um máximo de três atletas por país. A atleta poderia se qualificar para os Jogos Olímpicos caso atingisse o índice olímpico de 1min44s70 ou através do Ranking Mundial de Atletismo.

## Resultados

### Primeira rodada
As baterias da primeira rodada foram realizadas em 2 de agosto, começando às 19h45 (UTC+2). As três primeiras de cada bateriam (Q) avançam para a semifinal, e todas as outras iriam para repescagem (exceto DNS, DNF, DQ).

#### Bateria 1
| Pos.   | Atleta              | CON                | Tempo   | Notas            |
| ------ | ------------------- | ------------------ | ------- | ---------------- |
| 1      | Jemma Reekie        | GBR Grã-Bretanha   | 2:00.00 | Q                |
| 2      | Gabriela Gajanová   | SVK Eslováquia     | 2:00.29 | Q                |
| 3      | Juliette Whittaker  | USA Estados Unidos | 2:00.45 | Q                |
| 4      | Valentina Rosamilia | SUI Suíça          | 2:00.45 |                  |
| 5      | Jazz Shukla         | CAN Canadá         | 2:00.80 |                  |
| 6      | Léna Kandissounon   | FRA França         | 2:00.97 |                  |
| 7      | Habitam Alemu       | ETH Etiópia        | 2:02.19 |                  |
| 8      | Amal Al Roumi       | KUW Kuwait         | 2:11.35 |                  |
| 9      | Layla Almasri       | PLE Palestina      | 2:12.21 | Recorde nacional |
| Fonte: |                     |                    |         |                  |

#### Bateria 2
| Pos.   | Atleta              | CON               | Tempo   | Notas                |
| ------ | ------------------- | ----------------- | ------- | -------------------- |
| 1      | Daily Cooper Gaspar | CUB Cuba          | 1:58.88 | Q                    |
| 2      | Prudence Sekgodiso  | RSA África do Sul | 1:59.84 | Q                    |
| 3      | Rachel Pellaud      | SUI Suíça         | 2:00.07 | Q                    |
| 4      | Halimah Nakaayi     | UGA Uganda        | 2:00.51 |                      |
| 5      | Nelly Jepkosgei     | BRN Bahrein       | 2:00.63 |                      |
| 6      | Flávia de Lima      | BRA Brasil        | 2:00.73 | Recorde da temporada |
| 7      | Lorena Martín       | ESP Espanha       | 2:02.52 |                      |
| 8      | Anna Wielgosz       | POL Polônia       | 2:02.54 |                      |
| Fonte: |                     |                   |         |                      |

#### Bateria 3
| Pos.   | Atleta                  | CON              | Tempo   | Notas           |
| ------ | ----------------------- | ---------------- | ------- | --------------- |
| 1      | Worknesh Mesele         | ETH Etiópia      | 1:58.07 | Q,              |
| 2      | Rénelle Lamote          | FRA França       | 1:58.59 | Q               |
| 3      | Phoebe Gill             | GBR Grã-Bretanha | 1:58.83 | Q               |
| 4      | Eloisa Coiro            | ITA Itália       | 1:59.19 | Recorde pessoal |
| 5      | Vivian Chebet Kiprotich | KEN Quênia       | 1:59.90 |                 |
| 6      | Rose Mary Almanza       | CUB Cuba         | 2:00.36 |                 |
| 7      | Anita Horvat            | SLO Eslovênia    | 2:00.91 |                 |
|        | Assia Raziki            | MAR Marrocos     | DQ      | TR17.1.2        |
| Fonte: |                         |                  |         |                 |

#### Bateria 4
| Pos.   | Atleta               | CON                               | Tempo   | Notas                |
| ------ | -------------------- | --------------------------------- | ------- | -------------------- |
| 1      | Keely Hodgkinson     | GBR Grã-Bretanha                  | 1:59.31 | Q                    |
| 2      | Nia Akins            | USA Estados Unidos                | 1:59.67 | Q                    |
| 3      | Noélie Yarigo        | BEN Benim                         | 1:59.68 | Q                    |
| 4      | Eveliina Määttänen   | FIN Finlândia                     | 2:00.02 |                      |
| 5      | Majtie Kolberg       | GER Alemanha                      | 2:00.55 |                      |
| 6      | Oratile Nowe         | BOT Botsuana                      | 2:01.00 |                      |
| 7      | Catriona Bisset      | AUS Austrália                     | 2:01.60 |                      |
| 8      | Adelle Tracey        | JAM Jamaica                       | 2:03.47 | Recorde da temporada |
| 9      | Perina Lokure Nakang | EOR Equipe Olímpica de Refugiados | 2:08.20 | Recorde pessoal      |
| Fonte: |                      |                                   |         |                      |

#### Bateria 5
| Pos.   | Atleta           | CON                          | Tempo   | Notas                |
| ------ | ---------------- | ---------------------------- | ------- | -------------------- |
| 1      | Tsige Duguma     | ETH Etiópia                  | 1:57.90 | Q                    |
| 2      | Mary Moraa       | KEN Quênia                   | 1:57.95 | Q                    |
| 3      | Shafiqua Maloney | VIN São Vicente e Granadinas | 1:58.23 | Q},                  |
| 4      | Anaïs Bourgoin   | FRA França                   | 1:58.47 | PB                   |
| 5      | Abbey Caldwell   | AUS Austrália                | 1:58.49 | Recorde da temporada |
| 6      | Lorea Ibarzabal  | ESP Espanha                  | 2:00.71 |                      |
| 7      | Sanu Jallow      | GAM Gâmbia                   | 2:03.91 | Recorde nacional     |
| 8      | Gresa Bakraçi    | KOS Kosovo                   | 2:13.29 |                      |
| Fonte: |                  |                              |         |                      |

#### Bateria 6
| Pos.   | Atleta                | CON                | Tempo   | Notas           |
| ------ | --------------------- | ------------------ | ------- | --------------- |
| 1      | Natoya Goule-Toppin   | JAM Jamaica        | 1:58.66 | Q               |
| 2      | Claudia Hollingsworth | AUS Austrália      | 1:58.77 | Q               |
| 3      | Lilian Odira          | KEN Quênia         | 1:58.83 | Q,              |
| 4      | Gabija Galvydytė      | LTU Lituânia       | 1:59.18 | Recorde pessoal |
| 5      | Audrey Werro          | SUI Suíça          | 1:59.38 |                 |
| 6      | Allie Wilson          | USA Estados Unidos | 1:59.69 |                 |
| 7      | Elena Bellò           | ITA Itália         | 1:59.98 |                 |
| 8      | Tharushi Karunarathna | SRI Sri Lanka      | 2:07.76 |                 |
| Fonte: |                       |                    |         |                 |

### Repescagem
A repescagem ocorreu em 3 de agosto, começando às 11h20 (UTC+2). A primeiro de cada bateria de repescagem (Q) e os próximos dois mais rápidos avançam para a semifinal.

#### Bateria 1
| Pos.   | Atleta           | CON           | Tempo   | Notas |
| ------ | ---------------- | ------------- | ------- | ----- |
| 1      | Abbey Caldwell   | AUS Austrália | 2:00.07 | Q     |
| 2      | Eloisa Coiro     | ITA Itália    | 2:00.31 |       |
| 3      | Audrey Werro     | SUI Suíça     | 2:00.62 |       |
| 4      | Gabija Galvydytė | LTU Lituânia  | 2:00.66 |       |
| 5      | Flávia de Lima   | BRA Brasil    | 2:01.64 |       |
| 6      | Halimah Nakaayi  | UGA Uganda    | 2:02.88 |       |
| 7      | Lorena Martín    | ESP Espanha   | 2:03.04 |       |
| Fonte: |                  |               |         |       |

#### Bateria 2
| Pos.   | Atleta              | CON                | Tempo   | Notas |
| ------ | ------------------- | ------------------ | ------- | ----- |
| 1      | Anaïs Bourgoin      | FRA França         | 1:59.52 | Q     |
| 2      | Valentina Rosamilia | SUI Suíça          | 1:59.65 | q     |
| 3      | Allie Wilson        | USA Estados Unidos | 1:59.73 |       |
| 4      | Anita Horvat        | SLO Eslovênia      | 2:00.56 |       |
| 5      | Adelle Tracey       | JAM Jamaica        | 2:03.67 |       |
| 6      | Sanu Jallow         | GAM Gâmbia         | 2:04.44 |       |
| 7      | Anna Wielgosz       | POL Polônia        | 2:05.77 |       |
| 8      | Layla Almasri       | PLE Palestina      | 2:16.72 |       |
| Fonte: |                     |                    |         |       |

#### Bateria 3
| Pos.   | Atleta               | CON                               | Tempo   | Notas    |
| ------ | -------------------- | --------------------------------- | ------- | -------- |
| 1      | Rose Mary Almanza    | CUB Cuba                          | 2:01.54 | Q        |
| 2      | Jazz Shukla          | CAN Canadá                        | 2:02.00 |          |
| 3      | Catriona Bisset      | AUS Austrália                     | 2:02.35 |          |
| 4      | Elena Bellò          | ITA Itália                        | 2:02.91 |          |
| 5      | Oratile Nowe         | BOT Botsuana                      | 2:03.29 |          |
| 6      | Léna Kandissounon    | FRA França                        | 2:03.40 |          |
| 7      | Perina Lokure Nakang | EOR Equipe Olímpica de Refugiados | 2:11.33 |          |
|        | Gresa Bakraçi        | KOS Kosovo                        | DQ      | TR17.2.3 |
| Fonte: |                      |                                   |         |          |

#### Bateria 4
| Pos.   | Atleta                  | CON           | Tempo   | Notas |
| ------ | ----------------------- | ------------- | ------- | ----- |
| 1      | Majtie Kolberg          | GER Alemanha  | 1:59.08 | Q     |
| 2      | Vivian Chebet Kiprotich | KEN Quênia    | 1:59.31 | q     |
| 3      | Lorea Ibarzabal         | ESP Espanha   | 1:59.81 |       |
| 4      | Eveliina Määttänen      | FIN Finlândia | 2:00.38 |       |
| 5      | Nelly Jepkosgei         | BRN Bahrein   | 2:01.12 |       |
| 6      | Habitam Alemu           | ETH Etiópia   | 2:02.73 |       |
| 7      | Tharushi Karunarathna   | SRI Sri Lanka | 2:06.66 |       |
| 8      | Amal Al Roumi           | KUW Kuwait    | 2:12.13 |       |
| Fonte: |                         |               |         |       |

### Semifinais
As semifinais foram realizadas em 4 de agosto, começando às 20h35 (UTC+2). As duas primeiras de cada bateriam avançam para a final (Q) e as duas mais rápidas que não ficaram entre as duas primeiras também garantem vaga para final (q).

#### Bateria 1
| Pos.   | Atleta              | CON              | Tempo   | Notas           |
| ------ | ------------------- | ---------------- | ------- | --------------- |
| 1      | Mary Moraa          | KEN Quênia       | 1:57.86 | Q               |
| 2      | Worknesh Mesele     | ETH Etiópia      | 1:58.06 | Q,              |
| 3      | Daily Cooper Gaspar | CUB Cuba         | 1:58.39 | Recorde pessoal |
| 4      | Phoebe Gill         | GBR Grã-Bretanha | 1:58.47 |                 |
| 5      | Abbey Caldwell      | AUS Austrália    | 1:58.52 |                 |
| 6      | Natoya Goule-Toppin | JAM Jamaica      | 1:59.14 |                 |
| 7      | Valentina Rosamilia | SUI Suíça        | 1:59.27 |                 |
| 8      | Noélie Yarigo       | BEN Benim        | 2:01.35 |                 |
| Fonte: |                     |                  |         |                 |

#### Bateria 2
| Pos.   | Atleta                  | CON                          | Tempo   | Notas            |
| ------ | ----------------------- | ---------------------------- | ------- | ---------------- |
| 1      | Tsige Duguma            | ETH Etiópia                  | 1:57.47 | Q,               |
| 2      | Shafiqua Maloney        | VIN São Vicente e Granadinas | 1:57.59 | Q,               |
| 3      | Juliette Whittaker      | USA Estados Unidos           | 1:57.76 | q,               |
| 4      | Rénelle Lamote          | FRA França                   | 1:57.78 | q                |
| 5      | Jemma Reekie            | GBR Grã-Bretanha             | 1:58.01 |                  |
| 6      | Gabriela Gajanová       | SVK Eslováquia               | 1:58.22 | Recorde nacional |
| 7      | Majtie Kolberg          | GER Alemanha                 | 1:58.52 | Recorde pessoal  |
| 8      | Vivian Chebet Kiprotich | KEN Quênia                   | 1:59.64 |                  |
| Fonte: |                         |                              |         |                  |

#### Bateria 3
| Pos.   | Atleta                | CON                | Tempo   | Notas                |
| ------ | --------------------- | ------------------ | ------- | -------------------- |
| 1      | Keely Hodgkinson      | GBR Grã-Bretanha   | 1:56.86 | Q                    |
| 2      | Prudence Sekgodiso    | RSA África do Sul  | 1:57.57 | Q                    |
| 3      | Nia Akins             | USA Estados Unidos | 1:58.20 |                      |
| 4      | Lilian Odira          | KEN Quênia         | 1:58.53 | Recorde pessoal      |
| 5      | Rose Mary Almanza     | CUB Cuba           | 1:58.73 | Recorde da temporada |
| 6      | Anaïs Bourgoin        | FRA França         | 1:59.62 |                      |
| 7      | Claudia Hollingsworth | AUS Austrália      | 2:01.51 |                      |
| 8      | Rachel Pellaud        | SUI Suíça          | 2:03.36 |                      |
| Fonte: |                       |                    |         |                      |

### Final
A final foi realizada em 5 de agosto, começando às 21h47 (UTC+2).
| Pos.   | Atleta             | CON                          | Tempo   | Notas           |
| ------ | ------------------ | ---------------------------- | ------- | --------------- |
| 1      | Keely Hodgkinson   | GBR Grã-Bretanha             | 1:56.72 |                 |
| 2      | Tsige Duguma       | ETH Etiópia                  | 1:57.15 | Recorde pessoal |
| 3      | Mary Moraa         | KEN Quênia                   | 1:57.42 |                 |
| 4      | Shafiqua Maloney   | VIN São Vicente e Granadinas | 1:57.66 |                 |
| 5      | Rénelle Lamote     | FRA França                   | 1:58.19 |                 |
| 6      | Worknesh Mesele    | ETH Etiópia                  | 1:58.28 |                 |
| 7      | Juliette Whittaker | USA Estados Unidos           | 1:58.50 |                 |
| 8      | Prudence Sekgodiso | RSA África do Sul            | 1:58.79 |                 |
| Fonte: |                    |                              |         |                 |

Legenda
| Recorde mundial      | Recorde mundial (World record)               |                       | Recorde africano                      | Recorde africano (African) |                                           | Q | Classificado por posição (Qualified) |
| Recorde olímpico     | Recorde olímpico (Olympic record)            | Recorde da América    | Recorde da América (Americas)         | q                          | Classificado por melhor tempo (Qualified) |   |                                      |
| Melhor marca do ano  | Melhor marca do ano (World leading)          | Recorde asiático      | Recorde asiático (Asian)              | DNS                        | Não largou (Did not start)                |   |                                      |
| Recorde nacional     | Recorde nacional (National record)           | Recorde europeu       | Recorde europeu (European)            | DNF                        | Não terminou (Did not finish)             |   |                                      |
| Recorde pessoal      | Recorde pessoal do atleta (Personal best)    | Recorde da Oceania    | Recorde da Oceania (Oceania)          | DSQ / DQ                   | Desclassificado (Disqualified)            |   |                                      |
| Recorde da temporada | Recorde da temporada do atleta (Season best) | Recorde sul-americano | Recorde sul-americano (South America) | NM                         | Sem marca (No mark)                       |   |                                      |